# Il Saggiatore

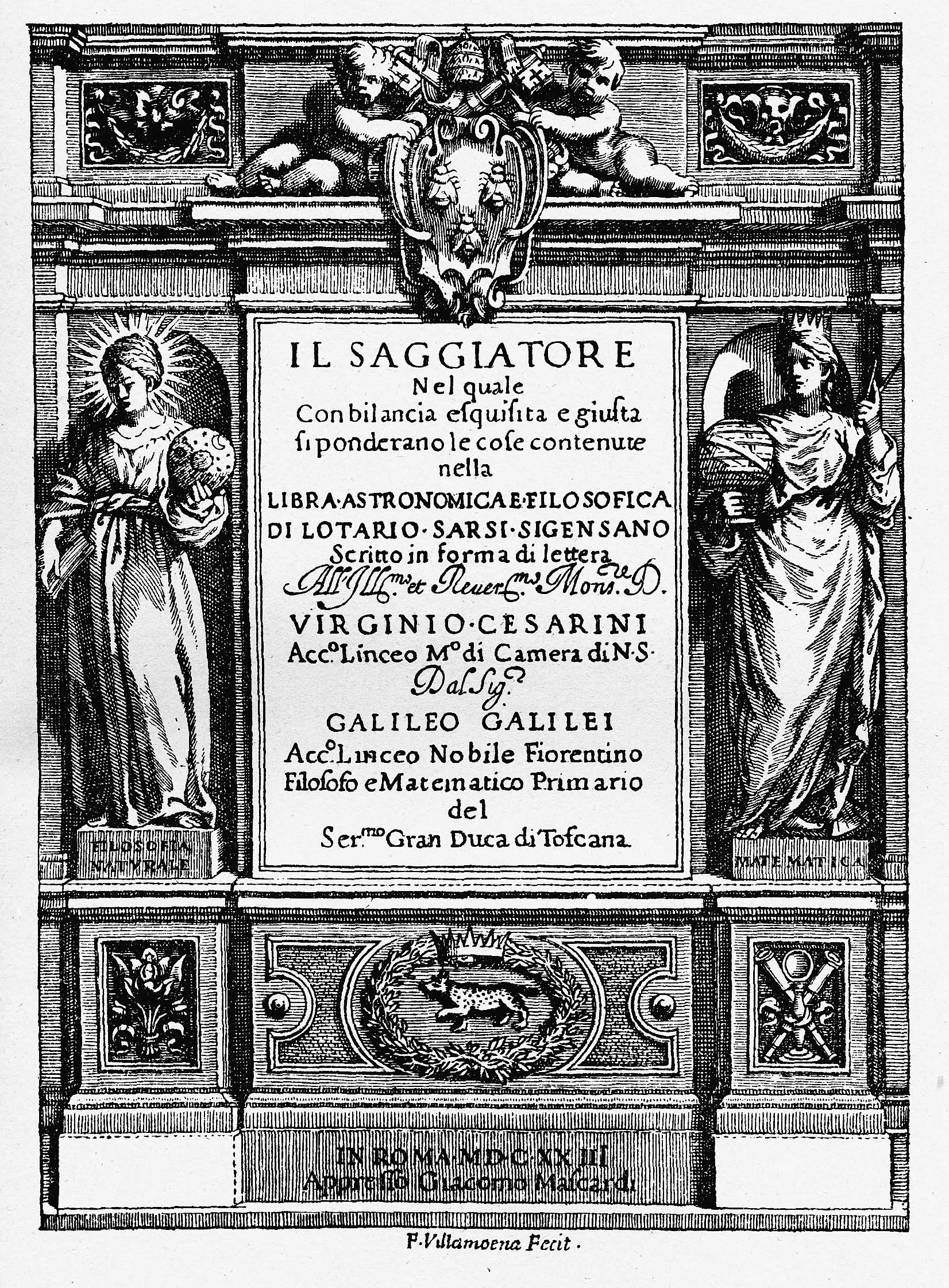
Titelblatt von Francesco Villamena für Il Saggiatore

Il Saggiatore (deutsch Die Goldwaage oder auch Der Prüfer mit der Goldwaage) ist eine Abhandlung von Galileo Galilei, die er im Oktober 1623 in Rom veröffentlichte. Sie gilt als eines der bahnbrechenden Werke der wissenschaftlichen Methodik ausgehend von der Idee, dass das Buch der Natur mit mathematischen Mitteln zu lesen ist und nicht mit denen der Scholastik, wie damals allgemein angenommen. Trotz der rückwirkenden Anerkennung, die Galileis Erkenntnistheorie zuteilwurde, waren die empirische Behauptung, dass Kometen sublunar sind und ihre beobachteten Eigenschaften das Ergebnis optischer Phänomene, nicht korrekt.

## Titelbeschreibung
Der komplette Titel des Werks lautet italienisch Il Saggiatore, nel quale con bilancia esquisita e giusta si ponderano le cose contenute nella Libra astronomica e filosofica di Lotario Sarsi Sigensano, deutsch Die Goldwaage, in der die Dinge, die in Lotario Sarsi Sigenzanos Astronomische und philosophische Waage enthalten sind, in einer vorzüglichen und genauen Abwägung. Galilei verfasste es als Brief an seinen Freund Virginio Cesarini, den Kammerherrn des Papstes, mit dem Imprimatur des dominikanischen Theologen Nicolò Riccardi und widmete es dem neu gewählten Papst Urban VIII. (ehemals Kardinal Barberini) sowie dem Großherzog der Toskana.

## Vorgeschichte
Im Jahr 1619 führte Galilei eine Kontroverse mit Orazio Grassi, Professor für Mathematik am jesuitischen Collegio Romano, über die Herkunft und Natur von Kometen. Als Galilei 1623 seine letzte Streitschrift, den Il Saggiatore, veröffentlichte, hatte sich der Streit zu einer umfassenden Kontroverse über das Wesen der Wissenschaft selbst ausgeweitet.

### Ein astronomischer Disput
Der Disput zwischen Galilei und Grassi begann Anfang 1619, als Grassi im Namen des Collegio Romano die Schrift Ein astronomischer Disput über die drei Kometen des Jahres 1618 (lateinisch De tribus cometis anni MDCXVIII disputatio astronomica) auf Basis seines Vortrags am Collegio Romano veröffentlichte.:S. 3–19 Darin diskutierte er die Natur der drei im Jahr 1618 erschienenen Kometen, insbesondere den mit bloßem Auge sichtbaren Kometen von Ende November 1618. Grassi kam zu dem Schluss, dass es sich bei dem Kometen um einen Himmelskörper ohne eigenes Licht handelte, der sich auf einem Segment eines Großkreises in konstanter Entfernung von der Erde bewegte:S. 268:S. 16 und weiter entfernt als der Mond sein musste, da er sich am Himmel langsamer bewegte.
Grassi stützte sich auf Tycho Brahes Tychonisches Weltmodell, in dem die anderen Planeten des Sonnensystems um die Sonne kreisen, die wiederum um die Erde kreist. In seiner Disputatio astronomia bezog er sich auf viele Beobachtungen Galileis, wie die Oberfläche des Monds und die Venusphasen, ohne ihn zu erwähnen. Grassi begründete das Fehlen einer beobachtbaren Parallaxe damit, dass sich Kometen jenseits des Mond bewegen.
Galilei erhielt eine Kopie von Grassis Vortrag und war darüber sehr verärgert. Die Notizen, die er an den Rand seiner Kopie kritzelte, sind voller Beleidigungen – pezzo d'asinaccio („Stück völliger Dummheit“), bufolaccio („Possenreißer“), villan poltrone („böser Idiot“) und balordone („stümperhafter Idiot“).

### Diskurs über Kometen

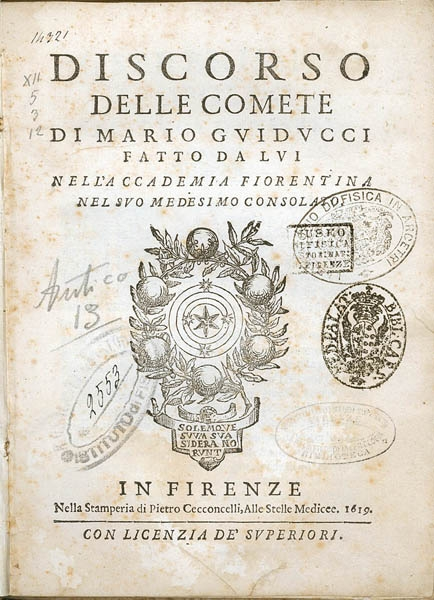
Titelseite von Diskurs über Kometen (mit heliozentrischem Modell) (1619)

Grassis Argumente und Schlussfolgerungen wurden in der Streitschrift Diskurs über Kometen (italienisch Discorso delle Comete) kritisiert, die der Florentiner Anwalt Mario Guiducci, ein Schüler Galileis, im Juni 1619 mit Widmung an Tiroler Landesfürsten Erzherzog Leopold V. an der Accademia Fiorentina veröffentlichte. In der Einleitung berief er sich auf die „Vermutungen des Akademiemitglied Galilei“, dem „Entdecker so vieler Wunder des gegenwärtigen Jahrhunderts“. Anhand der Aufzeichnungen und Korrekturen des Manuskripts wurde nachgewiesen, dass Galilei das Werk größtenteils selbst verfasst hatte. Galilei und Guiducci stellten keine eigene endgültige Theorie über die Natur der Kometen auf, stellten aber einige Hypothesen an, die sich als falsch erwiesen. In der Einleitung des Diskurs über Kometen beleidigten sie grundlos den Jesuiten Christoph Scheiner als Fortsetzung seiner früheren Auseinandersetzung über die Entdeckung von Sonnenflecken. Unhöfliche Bemerkungen über die Jesuiten im Collegio Romano waren über das ganze Werk verstreut.
Die Streitschrift sagte nicht ausdrücklich, dass Kometen eine Illusion sind, sondern fragte lediglich, ob sie real oder eine optische Täuschung sind. Sie enthielt auch eine Auseinandersetzung mit früheren Theorien von Anaxagoras, Demokrit, Pythagoras, Aristoteles und anderen Philosophen.

### Die astronomische und philosophische Waage

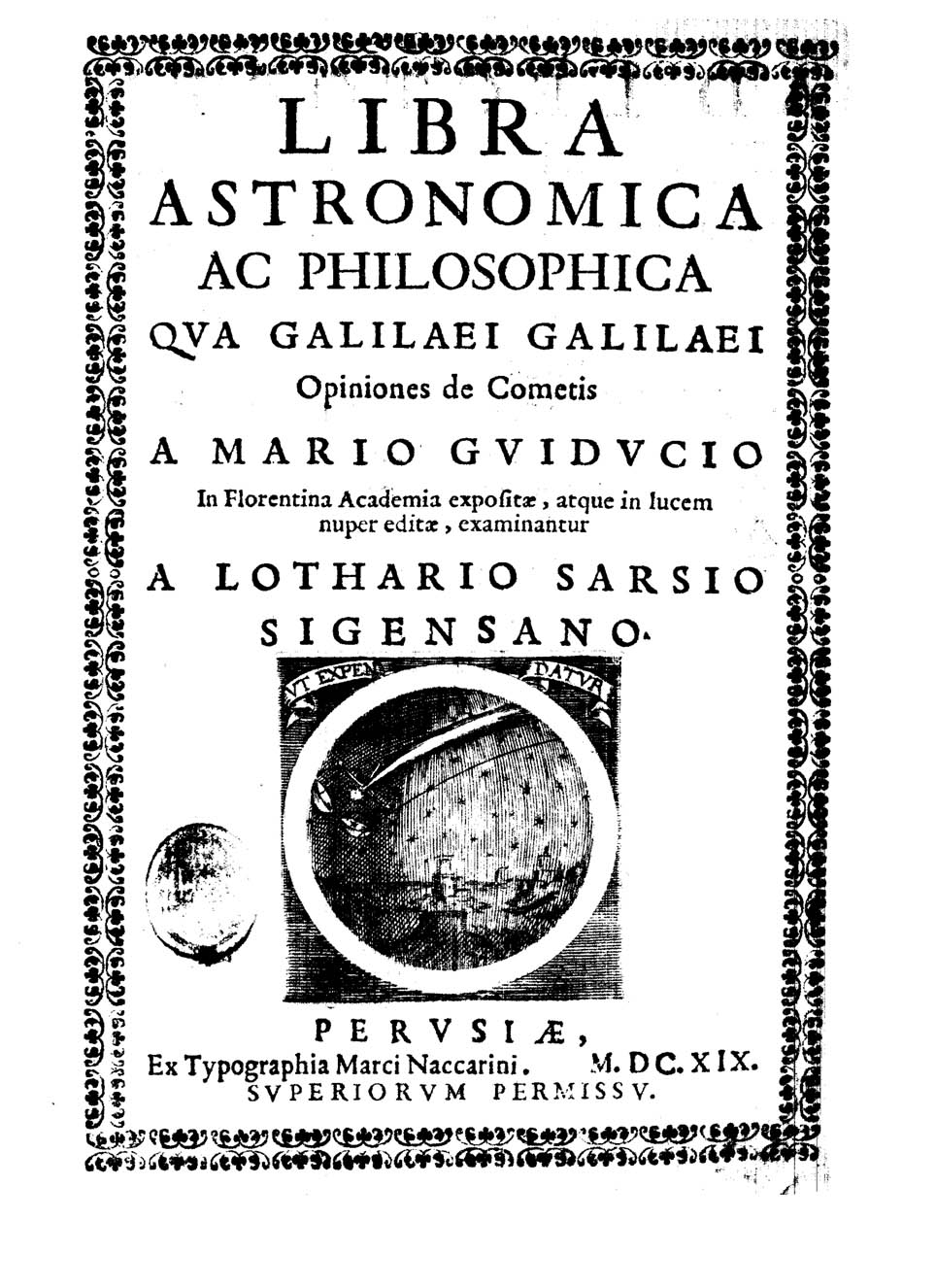
Titelseite von Libra astronomica ac philosophica

Die Jesuiten reagierten gereizt und Grassi antwortete 1619 unter dem Pseudonym Lotharius Sarsius Sigensanus (Lotario Sarsi) mit einem eigenen polemischen Traktat Die astronomische und philosophische Waage (lateinisch Libra astronomica ac philosophica). Der unbekannte Autor gab vor, ein Schüler Grassis zu sein, das Anagramm zu Horatius Grassius Salonensis war jedoch ein deutlicher Hinweis auf Grassis Urheberschaft.
Das Buch war auf Latein verfasst und sollte alle damals gängigen Theorien zum Ursprung dieser Himmelsphänomene abwägen und dabei insbesondere die Thesen von Tycho Brahe berücksichtigen, dessen kosmologisches System von der Gesellschaft Jesu geschätzt wurde.

## Il Saggiatore

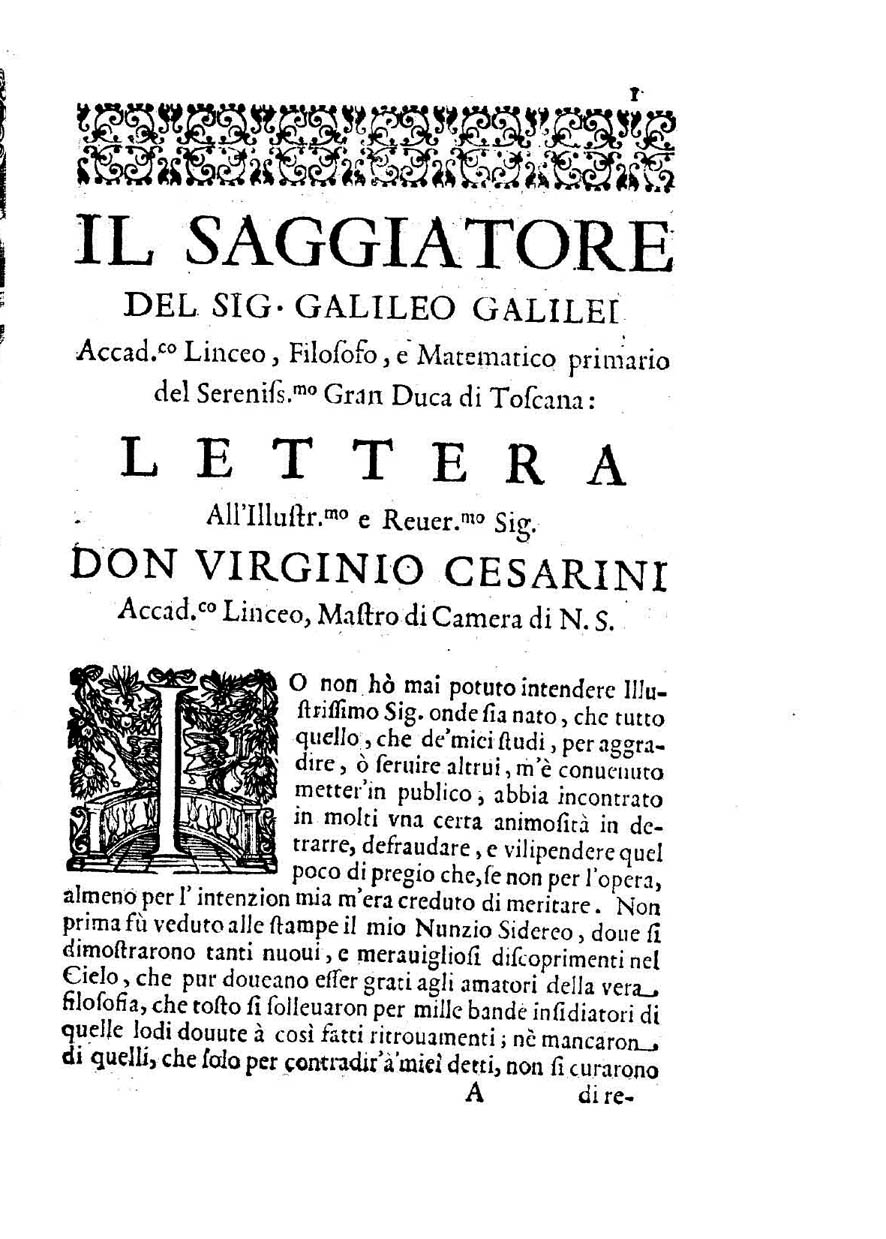
Erste Seite der Originalausgabe von Il Saggiatore

Il Saggiatore war Galileis umfassende Antwort auf die Die astronomische und philosophische Waage und war in allgemein verständlichem Italienischer Sprache (Volgare) verfasst. Im Gegensatz zur üblichen „Libra“ (Grassis Ausdruck) bezeichnete der Begriff „Saggiatore“ eine Präzisionswaage bzw. Goldwaage. Das Werk wurde weithin als ein Meisterwerk der polemischen Literatur bekannt, in dem Galilei „Sarsis“ Argumente vernichtend verhöhnt. Es wurde mit großem Beifall aufgenommen und gefiel besonders dem neuen Papst Urban VIII., dem es gewidmet war. Bereits vorher hatte sich Barberini auf die Seite Galileis und der Accademia dei Lincei gestellt.
In der Einleitung rühmen der Mediziner Johannes Faber und der Naturforscher Francesco Stelluti, beide Mitglieder der Accademia dei Lincei, in Versform die Erfindung des Teleskops, die Entdeckung der Jupitermonde sowie weitere Erfolge Galileis.
Galileis Streit mit Grassi führte zu einer dauerhaften Entfremdung mit den Jesuiten. Galilei und seine Freunde waren überzeugt, dass sie für seine spätere Verurteilung verantwortlich waren, obwohl die Beweise dafür nicht schlüssig sind. Es wird vermutet, dass Grassi kurz nach dem Erscheinen von Il Saggiatore eine anonyme Beschwerde bei der Inquisition einreichte, in der er behauptete, das Buch vertrete eine atomare Theorie der Materie, die im Widerspruch zur katholischen Eucharistielehre stehe, da der Atomismus die Transsubstantiation unmöglich mache. Obwohl die meisten Gelehrten sich nicht einig sind, dass Grassi der Autor dieser Anzeige war, ist es bemerkenswert, dass seine zweite Antwort auf Il Saggiatore, die Ratio ponderum librae et simbellae (1626), viele der gleichen Argumente enthält wie die anonyme Beschwerde. Während sich Libra hauptsächlich mit astronomischen Fragen befasste, konzentrierte sich Ratio auf Lehrfragen.

„… im Gegensatz zu Il Saggiatore, das auf die tödlichen polemischen Waffen der Satire und der neuen Philosophie zurückgriff, verwendete die Ratio die nicht minder tödlichen Waffen der lehrhaften und dialektischen Erwiderung auf der Grundlage der religiösen und philosophischen Orthodoxie.“

Danach wurden weder von Grassi noch von Galilei weitere Argumente zu diesen Themen veröffentlicht.

## Wissenschaft, Mathematik und Philosophie

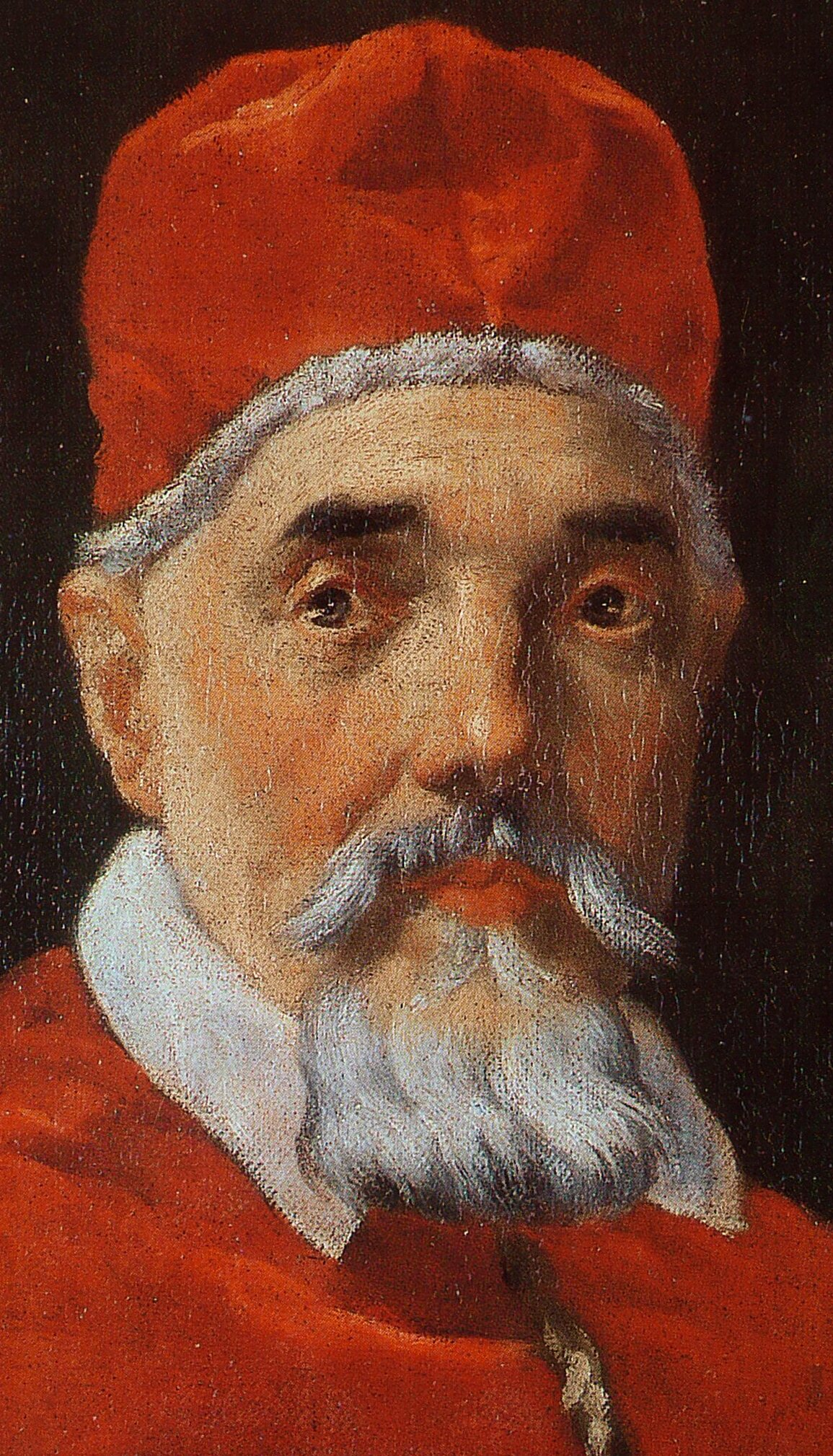
Papst Urban VIII. (Barberini)

Im Jahr 1616 wurde Galilei von der katholischen Kirche ermahnt, das kopernikanische System in keiner Weise als Tatsache zu verteidigen, sondern allenfalls als Hypothese zu diskutieren. Im Jahr 1623 wurde Kardinal Maffeo Barberini, ein ehemaliger Mäzen der Accademia dei Lincei, zum Papst Urban VIII. gewählt. Die Wahl Barberinis schien Galilei die Unterstützung der höchsten Ebene der Kirche zu sichern. Ein Besuch in Rom im April 1624 mit mehreren Audienzen beim Papst bestätigte dies. Il Saggiatore wurde ein anerkannter Meilenstein in der Geschichte der Wissenschaft: Galilei beschrieb die wissenschaftlichen Methodik, was zu jener Zeit eine ziemliche Revolution darstellte.
Das Wägeproblem beschrieb Galilei mit einem Beispiel: Eine Moschuskugel könne tausend Räume und Straßen mit Geruch erfüllen, was nicht ohne eine gewisse Verminderung des Materials geschehen könne. Dennoch werde man beim noch so genauen Wiegen kaum einen Unterschied feststellen. Genau daran könne man die Empfindlichkeit der Waage eines Goldschmieds (bilancia da saggiatori) im Vergleich zur Balkenwaage der Philosophen (stadera filosofica) ermessen.
Das von Francesco Villamena als Kupferstich gestaltete Titelblatt von Il Saggiatore zeigt das Wappen der Barberini-Familie, auf dem drei fleißige Bienen abgebildet sind. In Il Saggiatore setzte sich Galilei mit den astronomischen Ansichten des Jesuiten Orazio Grassi auseinander und hielt sie für unzureichend. Das Buch wurde dem neuen Papst gewidmet. Die Titelseite zeigt auch, dass Urban VIII. Virginio Cesarini, ein Mitglied der Accademia dei Lincei, in der hohen Position als Präfekten des Päpstlichen Hauses (Mastro di Camera) beschäftigte.
In Il Saggiatore kritisierte Galilei hauptsächlich Grassis Untersuchungsmethode, die stark von seinem religiösen Glauben beeinflusst war und auf ipse dixit basierte, und nicht seine Hypothese über Kometen. Außerdem bestand er darauf, dass die Naturphilosophie (d. h. die Physik) mathematisch begründet sein sollte. Dem Titelblatt zufolge war er der Hofphilosoph (d. h. Physiker) des Großherzogs der Toskana, nicht nur der Hofmathematiker. Die Naturphilosophie bzw. Physik reicht von den Prozessen der Entstehung und des Wachstums (dargestellt durch eine Pflanze) bis zur physikalischen Struktur des Universums, dargestellt durch den kosmischen Querschnitt. Die Mathematik hingegen wird durch Fernrohre und ein Astrolabium symbolisiert.

### Die Sprache der Wissenschaft
Il Saggiatore enthält die berühmte Aussage Galileis, dass die Mathematik die Sprache der Wissenschaft ist. Nur durch Mathematik kann man in der Physik zu dauerhafter Wahrheit gelangen. Wer die Mathematik vernachlässigt, irrt endlos in einem dunklen Labyrinth umher:

„Die Philosophie [d.h. die Naturphilosophie] ist in diesem großen Buch – ich meine das Universum – geschrieben, das unserem Blick ständig offensteht. Aber man kann es nicht verstehen, wenn man nicht zuerst lernt, die Sprache zu verstehen und die Zeichen zu deuten, in denen es geschrieben ist. Es ist in der Sprache der Mathematik geschrieben, und seine Zeichen sind Dreiecke, Kreise und andere geometrische Figuren, ohne die es dem Menschen unmöglich ist, auch nur ein einziges Wort davon zu verstehen; ohne diese irrt er in einem dunklen Labyrinth herum.“

Galilei drückte sich in seinem Werk sarkastisch und witzig aus. Das Buch wurde von Urban VIII. mit Vergnügen bei Tisch gelesen. 1620 schrieb er als Kardinal Maffeo Barberini ein Gedicht mit dem Titel Adulatio Perniciosa zu Galileis Ehren. Ein Beamter, Giovanni di Guevara, sagte, dass Il Saggiatore frei von jeglicher Unorthodoxie sei.

### Wahrgenommene vs. reale Phänomene
Galilei beschrieb in Il Saggiatore die Wärme als ein Artefakt unserer Geistes. Er postulierte, dass Wärme, Druck, Geruch und andere von unseren Sinnen wahrgenommene Phänomene nur scheinbare Eigenschaften sind, die durch die Bewegung von Teilchen verursacht werden, die ein reales Phänomen ist. Galilei stellte auch die Theorie auf, dass Sinneserfahrungen wie Geruch und Geschmack durch die Freisetzung winziger Teilchen aus ihren Wirtssubstanzen ermöglicht werden, was zwar richtig war, aber erst später bewiesen wurde.

„… über den Satz „Bewegung ist die Ursache von Wärme“ … Ich vermute, dass die Menschen im Allgemeinen eine Vorstellung davon haben, die sehr weit von der Wahrheit entfernt ist. Denn sie glauben, dass die Wärme ein wirkliches Phänomen oder eine Eigenschaft … ist, die tatsächlich in dem Material liegt, durch das wir uns erwärmt fühlen.“

„Wenn ich mir irgendeine … körperliche Substanz vorstelle, denke ich sofort …, dass sie … diese oder jene Form hat; dass sie groß oder klein ist … und sich zu einer bestimmten Zeit an einem bestimmten Ort befindet; dass sie in Bewegung ist oder ruht; dass sie einen anderen Körper berührt oder nicht berührt; und dass sie eine oder wenige oder viele ist. Von diesen Bedingungen kann ich eine solche Substanz beim besten Willen nicht trennen. Aber dass sie weiß oder rot, bitter oder süß, laut oder leise und von süßem oder fauligem Geruch sein muss, dazu fühlt sich mein Verstand nicht gezwungen … Ohne die Sinne … würde die Vernunft … wahrscheinlich niemals zu solchen Eigenschaften gelangen. Daher denke ich, dass Geschmäcke, Gerüche, Farben und so weiter nicht mehr als bloße Namen sind, soweit es den Gegenstand betrifft, dem wir sie zuordnen, und dass sie nur im Bewusstsein wohnen. Würde also das Lebewesen entfernt, so wären alle diese Eigenschaften … vernichtet.“

„Diese winzigen Teilchen … können durch unsere Nasenlöcher eindringen und auf einige kleine Vorsprünge treffen, die das Instrument des Riechens sind; hier wird auch ihre Berührung … zu unserem Gefallen oder Missfallen aufgenommen, je nachdem sie diese oder jene Form haben, schnell oder langsam sind und zahlreich oder wenige sind.“